# Adiplosis narendrii
Adiplosis narendrii är en tvåvingeart som beskrevs av Grover 1979. Adiplosis narendrii ingår i släktet Adiplosis och familjen gallmyggor. Inga underarter finns listade i Catalogue of Life.